# Sarcosina/dimetilglicina N-metiltransferasi
La sarcosina/dimetilglicina N-metiltransferasi è un enzima appartenente alla classe delle transferasi, che catalizza la seguente reazione:
S-adenosil-L-metionina + sarcosina ⇄ S-adenosil-L-omocisteina + N,N-dimetilglicina
S-adenosil-L-metionina + N,N-dimetilglicina ⇄ S-adenosil-L-omocisteina + betaina
Le cellule del cianobatterio Aphanocthece halophytica sintetizzano betaina dalla glicina mediante un processo di metilazione a tre fasi. L'enzima che catalizza il primo passaggio, la glicina/sarcosina N-metiltransferasi (numero EC 2.1.1.156), porta alla formazione di sarcosina o N,N-dimetilglicina, che è poi ulteriormente metilata dall'azione di questo enzima per produrre betaina (N,N,N-trimetilglicina). 
Entrambi gli enzimi possono catalizzare la formazione di N,N-dimetilglicina dalla sarcosina. Le reazioni sono fortemente inibite dalla S-adenosil-L-omocisteina.